# Замошье (Серёдкинская волость)
Замошье — деревня в Псковском районе Псковской области. Входит в состав Серёдкинской волости.
Расположена в 38 километрах к северу от Пскова и в 7 км к востоку от деревни Верхолино.
| 2001 | 2002 | 2010 |
| ---- | ---- | ---- |
| 2    | ↗7   | ↘4   |

## История
До 1 января 2010 года деревня входила в состав ныне упразднённой Верхолинской волости.

## Топографические карты
- Лист карты O-35-XVII Новоселье. Масштаб: 1 : 200 000. Издание 1980 г.